# Bitter Suites to Succubi
Bitter Suites to Succubi — мини-альбом английской метал-группы Cradle of Filth, выпущенный 22 мая 2001 года через собственный лейбл группы AbraCadaver.

## Стиль, отзывы критиков
Критики отреагировали на диск достаточно прохладно. Джон Серба, критик сайта Allmusic.com, оценил альбом в две с половиной звезды из пяти. По его мнению, диск воспринимается как плохо структурированная мешанина из разноплановых композиций — из представленных на нём песен только четыре являются по-настоящему новыми («All Hope in Eclipse», «Born in a Burial Gown», «Suicide and Other Comforts», «Scorched Earth Erotica»), а остальные представляют собой либо перезаписанные версии старых песен («Summer Dying Fast», «The Principle of Evil Made Flesh», «The Black Goddess Rises II»), либо инструментальные треки. Кроме того, в альбом вошла кавер-версия песни Sisters of Mercy «No Time to Cry». Если поклонники группы, по словам Сербы, воспримут диск с энтузиазмом, то остальным слушателям его сложно рекомендовать.
Томас Клаузен из журнала Sonic Seducer также отметил, что альбом выглядит не целостной работой, а компиляцией. Говоря о новых композициях, рецензент отметил, что в них заметно обращение музыкантов к раннему периоду творчества — эти песни менее помпезны и более атмосферны. По словам Клаузена, Bitter Suites to Succubi нельзя назвать выдающимся достижением, но, по крайней мере, качество записи заслуживает похвалы.

## Список композиций
1. Sin Deep My Wicked Angel — 02:23
2. All Hope in Eclipse — 06:40
3. Born in a Burial Gown — 04:46
4. Summer Dying Fast — 05:21
5. No Time to Cry (кавер Sisters of Mercy) — 03:22
6. The Principle of Evil Made Flesh — 04:50
7. Suicide and Other Comforts — 06:58
8. Dinner at Deviant’s Palace[3] — 02:59
9. The Black Goddess Rises II — 07:22
10. Scorched Earth Erotica — 04:55

## Участники записи
- Дэни Филт — вокал
- Пол Аллендер — гитара
- Джаен Пирес — гитара
- Робин "Грэйвз" Иглстоун[англ.] — бас
- Мартин Пауэлл — клавиши
- Адриан Эрландссон — ударные